# المرجل الأسود (فلم)
المرجل الأسود (بالإنجليزية: The Black Cauldron) هو فيلم رسوم متحركة أمريكي من عام 1985، من نوع المغامرات والخيال ، أخرجه تيد بيرمان وريتشارد ريتش إلى صور والت ديزني ، مع سيناريو يستند إلى أول كتابين في سلسلة The Chronicles of Prydain ، من تأليف لويد ألكسندر،  مستوحاة من الأساطير الويلزية.

## وصلات خارجية
- مقالات تستعمل روابط فنية بلا صلة مع ويكي بيانات